# Павлов, Василий Ефимович
Васи́лий Ефи́мович Па́влов (25 февраля [9 марта] 1895, Смоленск — 20 декабря 1989, Шель, Франция) — русский офицер, марковец, подполковник. Участник Первой мировой и Гражданской войн. Участник Белого движения на Юге России, первопоходник.
Один из руководителей Русского общевоинского союза (РОВС). Эмигрант. Галлиполиец. Председатель «Национального союза русской молодежи» в Гренобле (Франция). Возглавлял Объединение Марковцев, видный деятель начального периода существования Народно-Трудового Союза (НТС), председатель Российского Союза Георгиевских Кавалеров, издатель и редактор военно-исторического журнала «Связь по цепям марковцев», автор трудов о гражданской войне.

## Биография
Родился 25 февраля 1895 года в Смоленске. Окончил 1-е Смоленское Александровское реальное училище и Алексеевское военное училище.
На фронте Первой мировой войны с 1914 года. В 1915—1917 годах Павлов воевал на Северо-Западном и Юго-Западном фронтах, получил несколько боевых наград, в том числе орден Святого Георгия IV степени (Выс. пр. от 11.12.1915), будучи подпоручиком 24-го пехотного Симбирского генерала Неверовского полка. Трижды был ранен.

## Участие в Добровольческой Армии
В Добровольческой Армии с начала её создания. Павлов принимал участие в Первом Кубанском (Ледяном) (февраль—апрель 1918) и Втором Кубанском походах (июнь—ноябрь 1918). 30 июня (13 июля) 1918 года назначен помощником командира 7-й роты 1-го Офицерского генерала Маркова полка. 21 июля (3 августа) назначен командиром 7-й роты.
17 (30) ноября в бою под деревней Коноковкой был ранен и эвакуирован на излечение. В 1919 г. — командир 5-й роты Офицерского генерала Маркова полка. 
После формирования 3-го Офицерского генерала Маркова полка — командир 3-го батальона. С 1 (14) ноября по 21 ноября (4 декабря) 1919 г. — временно исполняющий обязанности командира полка.

## Эмиграция
С 1922 по 1925 год проживал в Болгарии, затем переехал во Францию. В 1925 году Павлов вступил в Кружок русской молодёжи в Болгарии, в 1926 году возглавил Кружок русской молодёжи в Нормандии. Позднее — председатель Национального союза русской молодёжи в Гренобле. Из Германии был командирован резидентом НТС в город Лепель (Беларусь). Во время Второй мировой войны Павлов поддерживал политическое течение внутри НТС, выступавшее против сотрудничества как с Гитлером, так и со Сталиным.
В эмиграции Павлов завершил ранее начатую полковыми историками работу по истории марковских частей. В 1962 и 1964 годах в Париже вышли в свет два тома: «Марковцы в боях и походах за Россию в освободительной войне 1917—1920 гг.». Российскому читателю они доступны в книге «Марков и марковцы». — М.: НП «Посев», 2001. ISBN 5-85824-146-8

## Последние годы жизни
Умер Василий Ефимович 20 декабря 1989 г. в доме для престарелых в городе Шель (Франция), похоронен на кладбище города Клиши.
Как и многие русские герои, вынужденные покинуть Родину, Павлов умер в нищете. Все его награды и документы, в том числе и архив Марковского полка, были куплены офицерами французских ВВС и, вероятно, хранятся в музее дома инвалидов в Париже.